# Charles Bastienne
Ne doit pas être confondu avec Charles Bastien.
Pour les articles homonymes, voir Bastienne.
Charles Bastienne est un homme politique seychellois.

## Biographie
Il devient ministre de l'Intérieur en janvier 2015, succédant à Joel Morgan. En avril 2018, il quitte ses fonctions au ministère de l'intérieur et devient ministre de la pèche et de l'agriculture, succédant à Pamela Charlette En novembre 2020 deux ministères sont créés à partir de celui-ci, Jean-François Ferrari est nommé ministre de la pèche et Flavien Joubert est nommé ministre de l'agriculture.